# Economia normativa
Na economia normativa, os economistas prescrevem como eles acreditam que o mundo deveria ser. 
Por exemplo: O Banco Central deveria reduzir a quantidade de moeda emitida. Neste caso, envolve questões como valores, ética e política.